# Frações egípcias
Frações egípcias são um dos aspectos da matemática egípcia que engloba o cálculo de frações. Todos os tipos de frações eram reduzidas a frações com numerador um, chamadas de frações unitárias. Essas reduções eram possíveis através de tabelas prontas que davam a decomposição para frações da forma 2/n. No Papiro de Rhind existe uma tabela que fornece essa redução para frações com numeradores impares. Essa característica de redução de frações da matemática egípcia deixou-a muito complicada e densa, mas, foi praticada por bastante tempo até um certo período da idade média. Muitos problemas do Papiro de Rhind apresentam operações com frações unitárias e um deles é “a soma de 2/3, ½ e 1/7 de uma certa quantidade com ela própria dá 33. Qual é essa quantidade?” temos aqui um problema de equação linear com frações unitárias, a salve do 2/3, com uma incógnita onde, respondendo por métodos atuais, x = 1386/97, que deve ser representado como soma de frações unitárias.